# Toon Boom Animation
Toon Boom Animation Inc. – kanadyjskie przedsiębiorstwo specjalizujące się w produkcji oprogramowania do animacji. Firma została założona w 1994 roku i jest ulokowana w Montrealu, Quebec, Toon Boom tworzy oprogramowanie dla wytwórni filmowych, telewizji, animacji webowych, gier itp. W 2005 roku Toon Boom została przyznana nagroda Emmy w inżynierii. 

## Produkty firmy
- Flip Boom (wycofany w 2014 r.)
- Toon Boom Studio (2001–2015) – skierowany do użytkowników domowych i osób fizycznych, następca Toon Boom Harmony Essentials.
- Toon Boom Digital Pro (dawniej Toon Boom Solo) (2007–2009) – następca Toon Boom Animate Pro.
- Toon Boom Opus (dawniej USAnimation) (1996–2008) – był używany w tradycyjnym przemyśle animacji filmowej / telewizyjnej.
- Toon Boom Harmony (dawniej Toon Boom Symphony) (od 2005) Harmony zawiera narzędzia wymagane do obsługi wycinania (kukiełki), elektronicznego obiegu klatka po klatce oraz tradycyjnych przepływów pracy animacji od skanowania po tworzenie kompozycji i integrację 2D / 3D. Zestaw narzędzi obejmuje linie ołówkowe z teksturami, narzędzia do deformacji, morfing, kinematykę odwrotną, cząstki, wbudowany kompozytor, kamerę 3D i integrację 2D-3D. Użytkownicy mogą również rysować animacje bezpośrednio w oprogramowaniu za pomocą tabletu graficznego.
- Toon Boom Pencil Check Pro (2008–2014) – orogramowanie do testowania linii.
- Toon Boom Storyboard
- Toon Boom Storyboard Pro – oprogramowanie używane w fazie przedprodukcyjnej do tworzenia scenariuszy dla różnych typów projektów, w tym animacji 2D i 3D, poklatkowej i produkcji akcji na żywo. Storyboard Pro zawiera wszystkie narzędzia wymagane do tworzenia scenariuszy i animacji. Zestaw narzędzi obejmuje narzędzia do rysowania wektorowego i bitmapowego, ołówki i pędzle teksturowane, wbudowaną kamerę, narzędzia audio, oś czasu do kontroli taktowania oraz zestaw narzędzi 3D do integracji importowanych modeli 3D.

## Filmografia
Produkty Toon Boom posłużyły jako główny trzon animacji dla niektórych produkcji DisneyToon Studios.
- Mickey: Bajkowe święta (1999)
- Lilo i Stich 2: Mały feler Sticha (2005)
- Tarzan 2: Początek legendy (2005)
- Kubuś i Hefalumpy (2005)
- Prosiaczek i przyjaciele (2005)
- Piotruś Pan: Wielki powrót (2003)
- Mała Syrenka: Dzieciństwo Ariel (2008)

i wielu innych.
Oraz w innych filmach:
- Looney Tunes znowu w akcji (2003)
- Simpsonowie: Wersja kinowa (2007)

i wielu innych.